# Buel del Lovo
Otok Buel del Lovo [buèl del lòvo]), je otok v Beneški laguni v Jadranskem morju, nasproti beneškega aerodroma Tessera. Upravno spada pod italijansko deželo Benečija (pokrajina Benetke).
Ime, ki v beneščini pomeni volkovo črevo, je treba verjetno pripisati zapleteni poti, po kateri se edino lahko pripluje do otoka. Prav zaradi težkega dostopa do njegovih obal je bil otok že v starih časih pomembna strateška točka in zato vedno naseljen z vojaki. V osemnajstem stoletju je Beneška republika zgradila na njem utrdbo, eno od osmih v laguni, imenovano Batteria San Marco, ki je služila svojemu namenu vse do prve svetovne vojne. Pozneje, v šestdesetih letih preteklega stoletja, je bila v zgradbo nameščena tovarna za konzerviranje rib, toda zaradi odročne lege otoka so bili prevozni stroški previsoki in tovarna je že po par letih zaprla. Leta 1990 je prišel otok v zasebno last in zgradbe so bile preurejene v stanovanje.